# Dikti

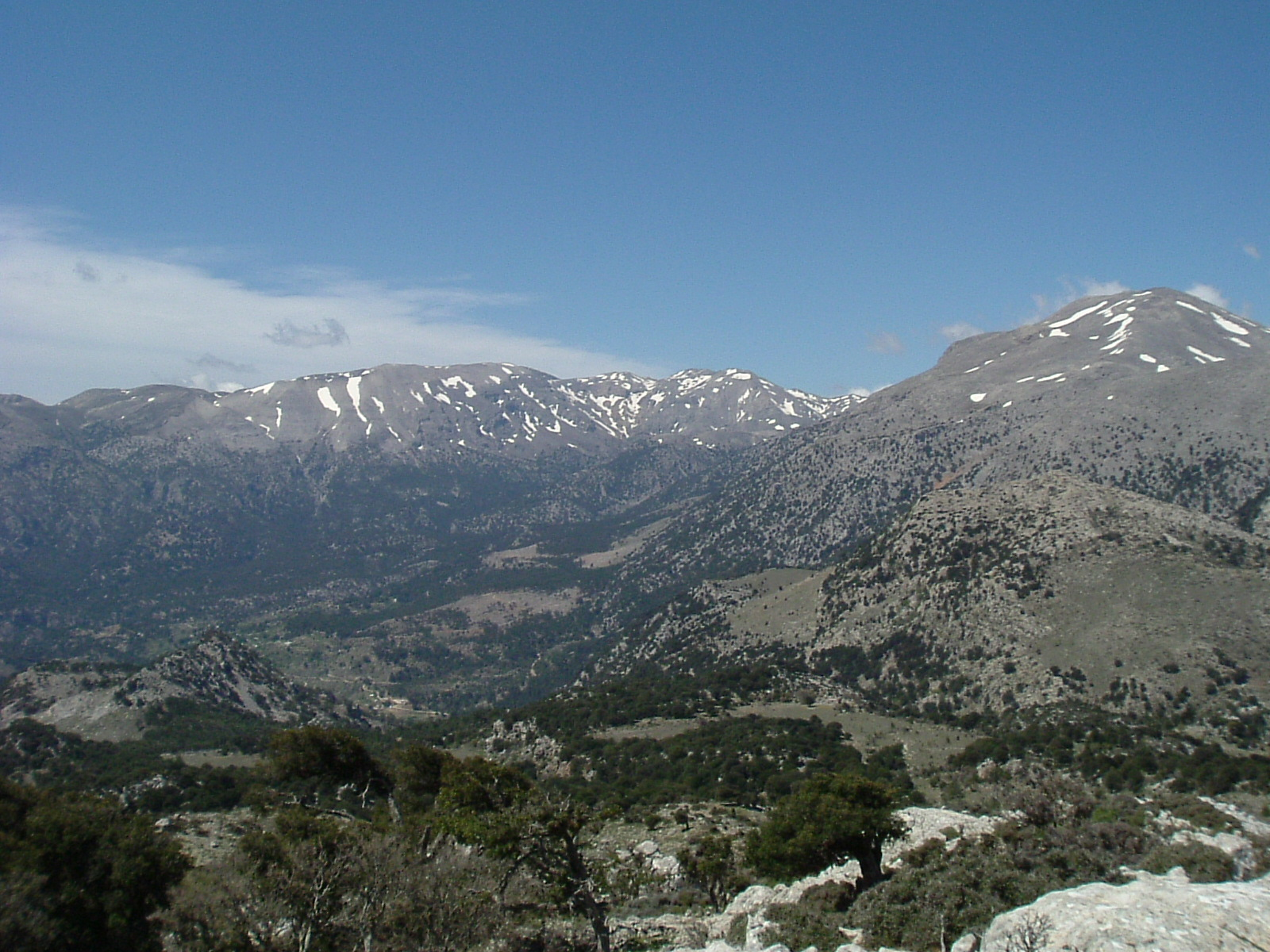
Dikti.

Dikti eller Dikte (grekiska Δίκτη) är en berggrupp vid den antika staden Lyktos på östra delen av ön Kreta (2 160 meter över havet).
Dikti var i forntiden helgat åt Zeus, som ansågs vara född i en grotta där. Strabon (och efter honom flera yngre geografer) använder namnet Dikti om de öster om Lasithi liggande lägre bergen (Aphentis och Modi), som slutar i udden Salmone.